# Dérivée de Dini
Pour les articles homonymes, voir Dini.
En mathématiques, une dérivée de Dini est une quantité qui généralise la notion de dérivée d'une fonction lorsque celle-ci n'est pas dérivable. Les dérivées de Dini ont été introduites par Ulisse Dini.

## Définition
Soit f une fonction d'un intervalle I ouvert de ℝ, à valeurs réelles, et soit x un point de I. Les quatre dérivées de Dini sont respectivement les limites inférieure et supérieure du taux d'accroissement à gauche et à droite de f :
Dérivée à droite supérieure : {\displaystyle D^{+}f(x)=\limsup _{h\to 0^{+}}{\frac {f(x+h)-f(x)}{h}}}
Dérivée à droite inférieure : {\displaystyle D_{+}f(x)=\liminf _{h\to 0^{+}}{\frac {f(x+h)-f(x)}{h}}}
Dérivée à gauche supérieure : {\displaystyle D^{-}f(x)=\limsup _{h\to 0^{-}}{\frac {f(x+h)-f(x)}{h}}}
Dérivée à gauche inférieure : {\displaystyle D_{-}f(x)=\liminf _{h\to 0^{-}}{\frac {f(x+h)-f(x)}{h}}}
(les deux dérivées à droite, supérieure et inférieure, sont parfois notées respectivement f'+d et f'–d et celles à gauche, f'+g et f'–g).

## Propriétés
Deux propriétés découlent trivialement de la définition des dérivées de Dini :
- Si la dérivée à droite supérieure est égale à la dérivée à droite inférieure, alors f est dérivable à droite de x. De même à gauche.
- f est dérivable en x si et seulement si les quatre dérivées de Dini sont égales.

Le théorème suivant, a été démontré par Arnaud Denjoy en 1915 pour les fonctions continues, puis étendu aux fonctions mesurables par Grace Chisholm Young en 1916 et aux fonctions quelconques par Stanisław Saks en 1924 :
Théorème de Denjoy-Young-Saks — Soit f définie sur un intervalle I. Alors, I est la réunion d'un ensemble négligeable et des quatre parties suivantes :
- I1 : en les points duquel f est dérivable au sens ordinaire,
- I2 : en les points duquel D+f = D–f (finie), D–f = +∞ et D+f = –∞,
- I3 : en les points duquel D–f = D+f (finie), D+f = +∞, D–f = –∞,
- I4 : en les points duquel D–f = D+f = +∞, D–f = D+f = –∞.

De plus, les dérivées bilatérales supérieure et inférieure (à valeurs dans [–∞, +∞]) sont mesurables.
Pour démontrer ce théorème, on peut s'appuyer sur le cas particulier classique où f est croissante, donc dérivable presque partout.